# 오카모토 후지타
오카모토 후지타(일본어: 岡本富士太, 1946년 11월 21일~)는 일본의 배우이다. 가나가와현 요코하마시 출신. 아내는 전 스쿨 메이츠의 츠루마 에리. 등령학원 후지사와 고등학교를 졸업했다. 키 174 cm, 체중 65 kg.혈액형 O형.
고등학교 졸업 후 1966년 극단 구름에 입단한 배우 생활을 시작했다. 1975년에 극단은 탈퇴하고 연극 집단 엔의 설립에 참여하였다. 젊었을 때는 용자 단렴을 샀으며 특히 《G멘 '75》의 초대 각료 중 한 사람으로 정력적인 형사 진판 신이치 역은 유명하다. 1989년부터 1996년까지는 《중학생 일기》에 남 선생님 역으로 고정 출연하였다.

## 출연 작품

### 드라마
- 《좋은 날》(1969년, NHK)
- 《시간입니다》(1970년, 제1시리즈 제10회 TBS 계열)
- 《특별 기동 수사대》 제537화 〈사랑과 미움의 발라드〉(1972년, NET) - 테츠오 역
- 《파파라 부르지마》 제1화(1972년) - 팔방 석유 직원 역
- 《우문범인첩》제4화 〈덫〉(1974년, NET)
- 《버디 대작전》(1974년 ~ 1975년, TBS 계열)
- 《G멘 '75》(1975년 ~ 1977년, TBS 계열) - 츠사카 신이치 형사 역
- 《털실의 반지》(1977년 1월, NHK)
- 《오늘만은》(1977년, TBS) - 사콘 유우 역
- 《사랑합니다》(1977년, TBS)
- 《토시바 일요 극장》(TBS 계열)
  - 《돌풍》(1977년) - 후지타 료이치 역
  - 《마츠모토 세이초 여자 시리즈 7·손가락》(1979년)
- 《하얀 황야》(1977년 ~ 1978년 TBS 계열)
- 《형제 형사》(1977년 ~ 1978년 후지TV 계열) - 하야마 류이치 역
- 《찢어진 싱크로》(1978년 ~ 1979년, TV 아사히) - 무나카타 주와레 역
- 《대 공항》(1978년-1980년 후지TV) - 타치노 켄이치
- 《에도의 굉장히 말》(1979년 후지TV) - 아이카와 몬타 역
- 《그 후의 무사시》(1981년 TX) - 테라오 신타로 역
- 《시대극 스페셜 강쯔인》 제1작〈거꾸로 매고 살인 사건의 그늘에 숨어 있는 기괴한 음모의 수수께끼!〉(1981년, CX) - 츠루키지 역
- 《료마가 간다》(1982년, CX) - 무츠 무네미츠 역
- 《NHK 대하드라마》(NHK)
  - 《료마가 간다》(1968년) - 시나가와 야지로 역
  - 《고개의 군상》(1982년) - 야나기사와 요시야스 역
  - 《봄의 파도》(1985년) - 후쿠자와 이치타로 역
  - 《독안룡 마사무네》(1987년) - 오바라 누이도노스케 역
  - 《아오이 도쿠가와 삼대》(2000년) - 유키 히데야스 역
  - 《세고돈》(2018년) - 이타가키 요사지 역
- 《지옥의 왼쪽 문 휴대용 무기 무뢰첩》(1982년, 후지TV) - 이토 오카즈 역
- 《화제》(1982년, 후지TV)
- 《토요드라마 형님》(1982년 ~ 1983년, NTV)
- 《스타 탄생》(1985년, 후지TV)
- 《연말 시대극 스페셜》(NTV)
  - 《백호대》(1986년) - 아리무라 지자에몬 역
  - 《타바루 자카》(1987년) - 가이에다 노부요시 역
- 《기묘한 이야기》(1990년, 후지TV)
- 《미나모토 요시츠네》(1991년) - 후지와라 야스히라야쿠 역
- 《프로 골퍼 기자》(1987년, 후지TV 계열 다이이치 TV) - 후쿠시마 토모헤이 역
- 《토요 와이드 극장》(TV 아사히)
  - 〈가정부가 봤어! 6〉(1988년)
  - 〈큐슈 약혼 여행 살인 사건〉(1998년 8월 6일) - 난고 역
  - 〈니시무라 쿄타로우 트래블 미스터리 45 초호화 침대 특급 「트와일라잇」살인 사건〉(2006년) - 아라이 변호사 역
  - 〈동거 형사의 순백의 증명〉(2007년 2월 10일) - 카가와 후지오 역
- 《슈퍼 전대 시리즈》(TV 아사히)
  - 《고속전대 터보레인저》(1989년 ~ 1990년) - 다자이 박사 역
  - 《미래전대 타임레인저》(2000년 ~ 2001년) - 아사미 와타루 역
- 《화요 서스펜스 극장》(TV 닛폰)
  - 《여자 교사》(1987년, 토호)
  - 《여자 변호사·타카바 야시 아유코 5·사지 12호 고부치자와에서 사라진 알리바이》(1989년, 도에이) - 에모리 타미오 역
  - 《지방 기자·타치바나 요스케 9·신슈 우에다 통신국》(1997년)
- 《중학성일기》（1989年 - 1996年, NHK)
- 《금요일 사극》(텔레비전 드라마 1996년~1997년) 《맑은 야십로》(NHK) - 모리다야 세이조 역
- 《그때가 왔다》(1997년, 도카이 TV)
- 《스즈랑》(1997년, NHK)
- 《쿄토 미궁 안내》(1997년, TV 아사히) - 이토카와 타다시 역
- 《고케닌잔쿠로 제4시리즈 제8화 <공습을 받은 여자>》(1999년, NTV) - 타토고로 우네메 역

### 영화
- 《애인 미사키》(1977년, 쇼치쿠) - 이즈미 아스히코 역
- 《핑크 레이디의 활동 큼지막한 사진》(1978년, 토호) - 슈가 역
- 《사나다 유키무라의 모략》(1979년, 도에이) - 네즈 진파치 역